# Лубянка (Великопольське воєводство)
Лубянка (пол. Łubianka) — село в Польщі, у гміні Ольшувка Кольського повіту Великопольського воєводства.
Населення — 107 осіб (2011).
У 1975-1998 роках село належало до Конінського воєводства.

## Демографія
Демографічна структура станом на 31 березня 2011 року:
|          | Загалом | Допрацездатний вік | Працездатний вік | Постпрацездатний вік |
| -------- | ------- | ------------------ | ---------------- | -------------------- |
| Чоловіки | 51      | 7                  | 41               | 3                    |
| Жінки    | 56      | 7                  | 35               | 14                   |
| Разом    | 107     | 14                 | 76               | 17                   |